# Dusseldorf Grand Slam
Il Düsseldorf Grand Slam, fino al 2017 classificato come Gran Prix, è un torneo internazionale di judo che si tiene annualmente a Düsseldorf, in Germania.
Il torneo è parte del circuito IJF World Tour.

## Edizioni
Di seguito la tabella delle ultime edizioni del meeting.
| Edizione | Anno | Data           | Circuito            | Dettagli                   | Rif.   |
| -------- | ---- | -------------- | ------------------- | -------------------------- | ------ |
| 1°       | 2011 | 19-20 febbraio | IJF World Tour 2011 | Düsseldorf Grand Prix 2011 | [ 1 ]  |
| 2°       | 2012 | 18-19 febbraio | IJF World Tour 2012 | Düsseldorf Grand Prix 2012 | [ 2 ]  |
| 3°       | 2013 | 23-24 febbraio | IJF World Tour 2013 | Düsseldorf Grand Prix 2013 | [ 3 ]  |
| 4°       | 2014 | 21-23 febbraio | IJF World Tour 2014 | Düsseldorf Grand Prix 2014 | [ 4 ]  |
| 5°       | 2015 | 20-22 febbraio | IJF World Tour 2015 | Düsseldorf Grand Prix 2015 | [ 5 ]  |
| 6°       | 2016 | 19-21 febbraio | IJF World Tour 2016 | Düsseldorf Grand Prix 2016 | [ 6 ]  |
| 7°       | 2017 | 24-26 febbraio | IJF World Tour 2017 | Düsseldorf Grand Prix 2017 | [ 7 ]  |
| 8°       | 2018 | 23-25 febbraio | IJF World Tour 2018 | Düsseldorf Grand Slam 2018 | [ 8 ]  |
| 9°       | 2019 | 22-24 febbraio | IJF World Tour 2019 | Düsseldorf Grand Slam 2019 | [ 9 ]  |
| 10°      | 2020 | 23-25 febbraio | IJF World Tour 2020 | Düsseldorf Grand Slam 2020 | [ 10 ] |